# Quartiere Gammarana
La Gammarana è un quartiere di Teramo, cresciuto come centro residenziale alla metà degli anni sessanta.
Si trova alle spalle della stazione ferroviaria.

Una parte del suo territorio ricade nella Parrocchia di San Berardo e un'altra parte nella Parrocchia del Sacro Cuore.
Fino alla Seconda guerra mondiale esisteva nel quartiere un aeroporto per piccoli aerei da guerra, nella zona in cui oggi sorge Via dell'aeroporto.

Era presente anche un autoporto per il ricovero dei veicoli militari, nell'area adiacente alla fabbrica dismessa della Villeroy & Boch.
Una curiosità del quartiere è insita nel nome: difatti, "Gammarana" è l'anagramma della parola "anagramma".

## Ex zona industriale
Tra le industrie, sorte tra la fine degli anni cinquanta e gli inizi degli anni sessanta ora in disuso, sono da annoverare la Villeroy & Boch (una fabbrica per la produzione della ceramica oggi in parte ristrutturata e utilizzata per una parte come centro direzionale nel quale vi ha sede Sei Tv, lo studio chimico Astra, l'Unione degli Industriali della Provincia di Teramo e altre società e in parte utilizzata per mostre, spettacoli e concerti), il confettificio Arcangeli (ora sede del centro telematico della Tercas Spa), la fabbrica di dolci L'Aquila d'Oro in seguito divenuta Campo del re oggi in parte utilizzata dalla sede della emittente televisiva Teleponte e Adone (un'industria per la produzione di acciaio, in particolare di binari per i treni, oggi abbandonata, i cui capannoni sono stati abbattuti recentemente e la cui area è in attesa di essere fruita per altri scopi.

Vi era anche l'industria di imbottigliamento della Gavini oggi trasformata in Città della Scienza, la cui apertura è avvenuta a fine aprile 2008. 
In tale luogo è stato inserito anche il Museo di fisica e astrofisica Galileium.

## Impianti sportivi

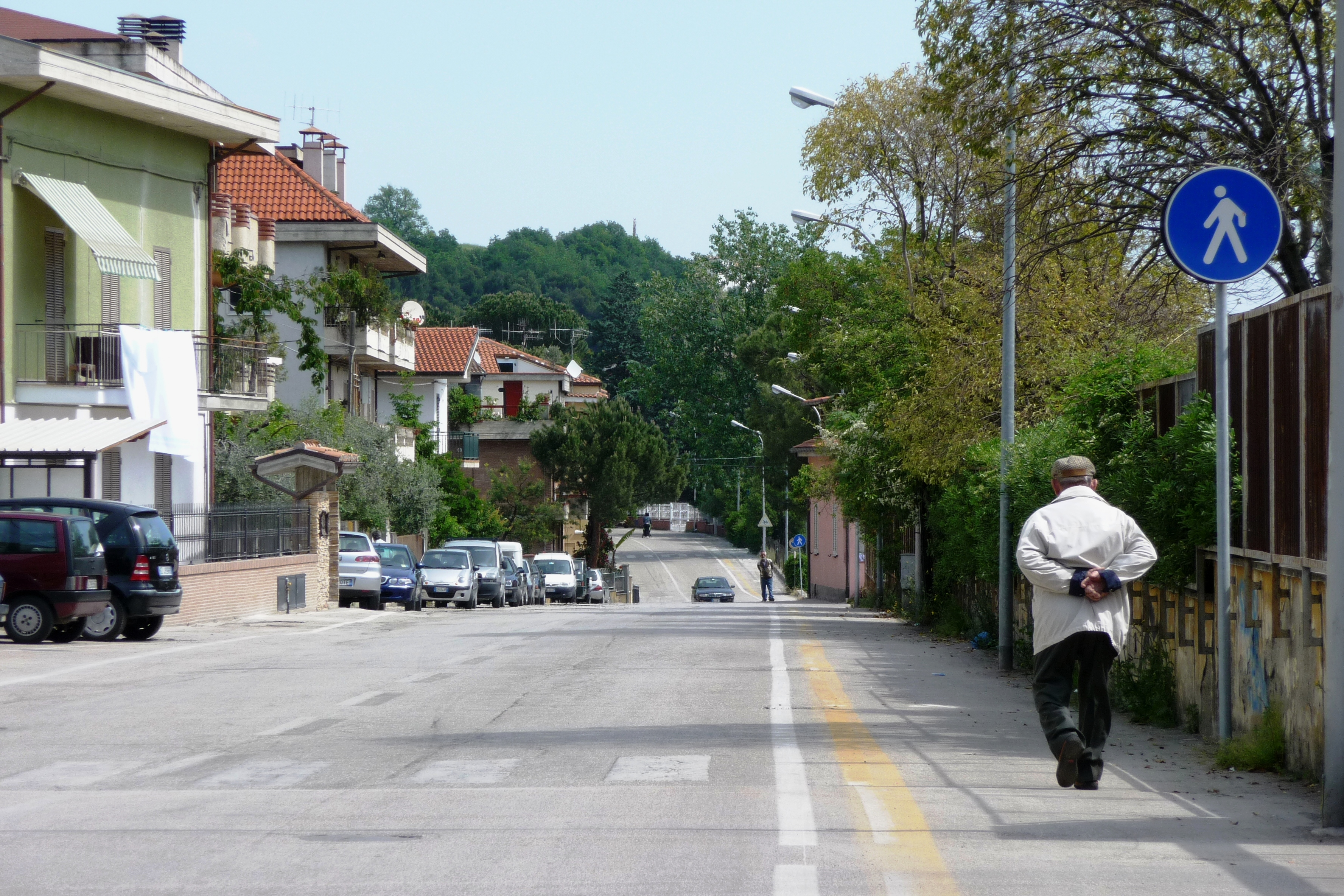
L'anello pedonale nel quartiere Gammarana

Nel quartiere sono presenti due zone sportive pubbliche: il Pala Giorgio Binchi e l'area del Camposcuola.

Il palazzetto Giorgio Binchi (ex Acquaviva) confina nella parte più a valle con il Parco fluviale urbano del Vezzola e dispone di campi per il basket, il calcio, il rugby, il pattinaggio, il calcetto, la pallamano, la piscina al chiuso e una all'aperto.

L'area sportiva del Camposcuola, oltre alla pista per l'atletica leggera ha nelle adiacenze anche un circolo tennis e un campetto per la pallamano e il calcetto.

Nonostante le cattive condizioni del manto stradale, è stato attivato un anello pedonale chiamato Percorso vita della lunghezza di 2,5 km che percorre tutto il quartiere. L'idea è nata dalla constatazione che il quartiere è molto frequentato da persone che praticano jogging e che mancava una fascia pedonale.

## Il Parco della Scienza
L'area industriale ex Gavini ospita il Parco della Scienza, progettato dalle tre università abruzzesi, che ospita: 
- il Museo interattivo della Fisica e dell'Astrofisica destinata ad ospitare il Galileium, sotto la gestione dell'Istituto Nazionale di Fisica Nucleare (INFN) e dell'Istituto Nazionale di Astrofisica (INAF) in collegamento con l'Osservatorio astronomico d'Abruzzo;
- la Ludoteca tecnico scientifica, destinata ad ospitare attività didattiche e ludiche con l'obiettivo di avvicinare i giovani alla scienza attraverso un'efficace azione didattica e ludica. Partecipano all'iniziativa le tre università abruzzesi.
- il Consorzio Punto Europa, avente l'obiettivo di avvicinare alle opportunità finanziarie e culturali offerte dalla Comunità Europea;
- la sede regionale Eurispes (Istituto per le imprese pubbliche e private, enti e associazioni);
- l'Auditorium, una sala con 600 posti, destinata ad ospitare conferenze, convegni e concerti, sotto la gestione del Comune di Teramo.

Nel Parco sono installate opere dell'artista teramano Italo Rodomonti, esponente di rilievo nel campo della Space Art, l'arte avente per tema lo spazio e gli astri.

## Arte
Il Comitato di quartiere ha voluto incentivare la produzione artistica di murales moderni realizzate dagli allievi delle scuole elementari, medie e superiori, sul muro di recinzione della ex Villeroy & Boch, sul muro di recinzione posteriore della stazione ferroviaria e sui muri del sottopassaggio ferroviario ("il ponticello").